# Scottish Aviation Twin Pioneer

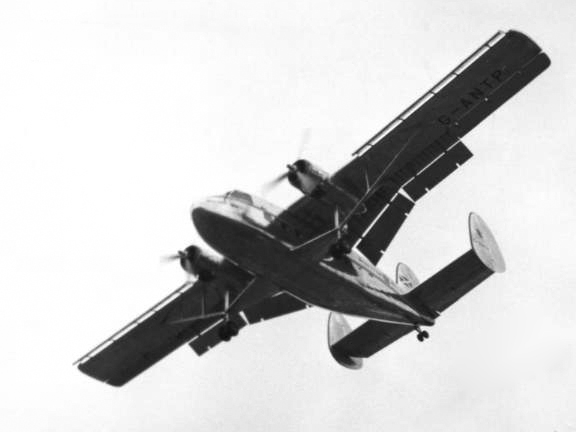
Twin Pioneer

De Scottish Aviation Twin Pioneer is een Britse tweemotorige hoogdekker die werd geproduceerd door vliegtuigbouwer Scottish Aviation. Het toestel is zowel militair als civiel gebruikt en kon 16 passagiers vervoeren. De eerste vlucht was op 25 juni 1955.
De Twin Pioneer had mede dankzij de toegepaste slats uitstekende STOL eigenschappen. Het toestel had genoeg aan een onverharde startbaan van slechts 275 meter om los te komen. De Twin Pioneer werd voortgestuwd door twee luchtgekoelde Alvis Leonides stermotoren van 540 pk elk. Opvallend detail waren de drie verticale staartvlakken.
De Twin Pioneer heeft zowel militair als civiel dienstgedaan in 19 landen. De Royal Air Force (RAF) heeft er 39 in bezit gehad voor het transport van troepen en voorraden naar moeilijk bereikbare gebieden met geïmproviseerde landingsbanen. De KLM-dochter luchtvaartmaatschappij Kroonduif heeft met drie Twin Pioneers gevlogen in Nederlands-Nieuw-Guinea.
Twee toestellen, waarvan een van de Kroonduif, gingen in 1957 verloren toen de vleugels afbraken door metaalmoeheid. Beide dodelijke ongelukken hebben het commerciële succes van de Twin Pioneer naderhand negatief beïnvloed.

## Varianten
- Twin Pioneer : Prototype met 540 pk Alvis Leonides 503 stermotoren (1 gebouwd).
- Twin Pioneer Series 1 : Productieversie met 560 pk Alvis Leonides 514 stermotoren (23 gebouwd).
  - Twin Pioneer CC.Mk 1 : Militaire versie voor de RAF (32 gebouwd).
- Twin Pioneer Series 2 : Productieversie met 600 pk Pratt & Whitney R-1340 stermotoren (6 gebouwd).
- Twin Pioneer Series 3 : Productieversie met 640 pk Alvis Leonides 531 stermotoren (18 gebouwd).
  - Twin Pioneer CC.Mk 2 : Militaire versie voor de RAF (7 gebouwd).

## Specificaties
- Type: Twin Pioneer
- Fabriek: Scottish Aviation
- Bemanning: 2
- Passagiers: 16
- Lengte: 13,8 m
- Spanwijdte: 23,3 m
- Hoogte: 3,7 m

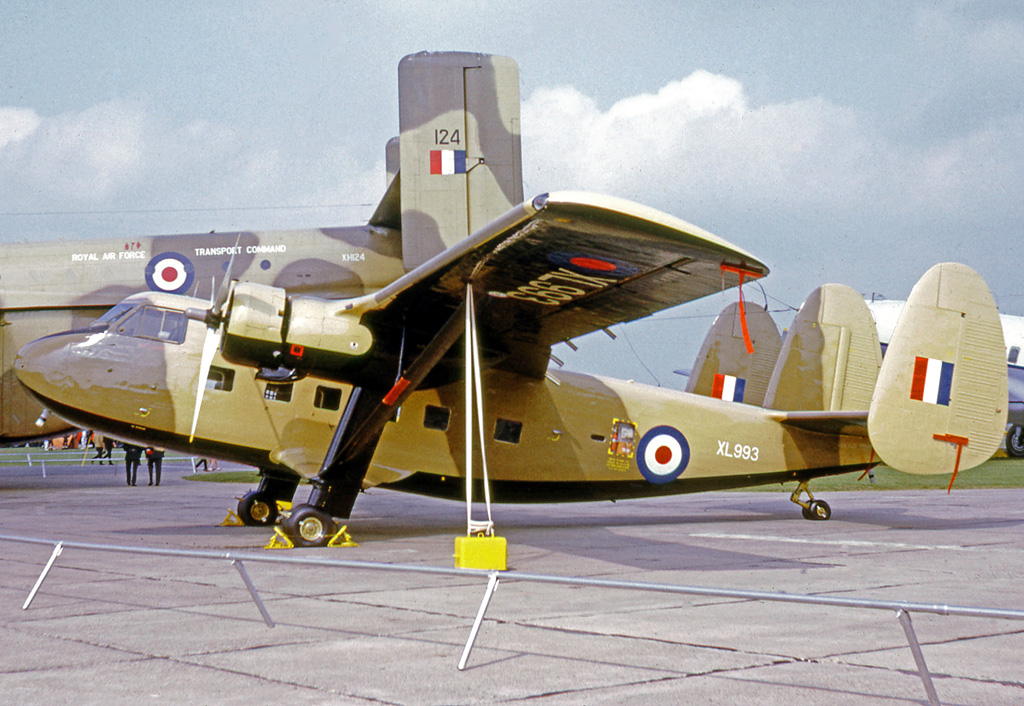
Twin Pioneer met registratie XL993

- Vleugelprofiel: NACA 4415 met slats
- Leeggewicht: 4354 kg
- Maximum gewicht: 6350 kg
- Brandstof: 1123 liter
- Motor: 2 × Alvis Leonides 514/8 negencilinder stermotor, 540 pk (400 kW)
- Propeller: Drieblads constant-speed
- Eerste vlucht: 25 juni 1955
- Uit dienst: 1968
- Aantal gebouwd: 87

Prestaties
- Maximumsnelheid: 266 km/u
- Kruissnelheid: 192 km/u
- Overtreksnelheid: 97 km/u
- Plafond: 5200 m
- Klimsnelheid: 6,4 m/s
- Vliegbereik: 1273 km
- Benodigde startbaan: 341 m (tot 15 m hoogte)